# Деца времена (роман)
Деца времена (енгл. Children of Time) је научнофантастични роман из 2015. године, аутора Адријана Чајковског. Радња прати еволуцију цивилизације генетски модификованих паука Portia labiata на тераформираној егзопланети, вођену вештачком интелигенцијом заснованом на личности једног од људских тераформера те планете.
Роман је добио позитивне критике и освојио је Артур Кларкову награду за најбољи научнофантастични роман 2016. године. Директор награде је похвалио књигу као дело са „универзалне размере и осећај чуда који подсећа на самог Кларка.“
Наставак серијала, Деца пропасти, објављен је 2019. године, а трећа књига, Деца сећања, 2022. године. Године 2023. серијал је освојио Хуго награду за најбољу серију.

## Радња
У далекој будућности, др Аврана Керн предводи научни тим у орбити око тераформиране егзопланете коју се нада да ће назвати „Кернина планета.“ Тим се припрема да ослободи генетски дизајниран нановирус на планету како би убрзао еволуцију групе мајмуна. У међувремену, на Земљи расте тензија између власти и бројних анти-технолошких фракција које се противе оваквом генетском инжењерингу, укључујући и терористичку групу „non ultra natura“ (ништа изнад природе).
Др Керн сазнаје да је агент анти-технолошке групе на броду и да планира да преоптерети реактор. Она успева да побегне у спасилачкој капсули пре него што било ко други може да реагује. Терет мајмуна се испушта у атмосферу, али се летелица распада приликом уласка, те мајмуни никада не стижу до површине. Без предвиђених примата, нановирус почиње да мутира и утиче на разне облике живота на планети, а најупечатљивији пример су пауци Portia labiata, који у књизи постају познати као Портијиди. Др Керн остаје заглављена у орбити, периодично се буди из хибернације, али све више је узнемирује нестанак било каквих радио-сигнала са Земље.
Миленијуми пролазе, а цивилизација се поново појављује на Земљи из ловаца-сакупљача, потомака преживелих. Они успевају да оживе стару технологију из времена Кернине мисије, познату као „Стари Емпајр.“ Док Земљина биосфера почиње да пропада услед дуготрајних последица древног рата, последњи остаци човечанства полазе у мисију ка Керниној планети, на звезданом броду Гилгамеш, у нади да ће пронаћи рајску нову домовину, не знајући за интелигентне Портијиде.
Суочени са др Керн, која је временом постала моћна, али и параноична и ксенофобична, људи са Гилгамеша бивају приморани да крену у дугу експедицију до суседног звезданог система, који се испоставља као ненастањив. Док људи тону у сукобе и варварство, Портијиди развијају напредну цивилизацију. Ове две паралелне приче приказане су углавном из перспективе Холстена Мејсона, главног историчара брода Гилгамеш.
Када се Гилгамеш коначно врати на Кернину планету, изгледа да су обе цивилизације осуђене на уништење. Међутим, Портијиди успевају да пронађу решење које спашава и њих и људе – позивајући их да живе заједно. Ослањајући се на сећања својих предака, Портијиди закључују да је сарадња боља од уништења.